# Cittra

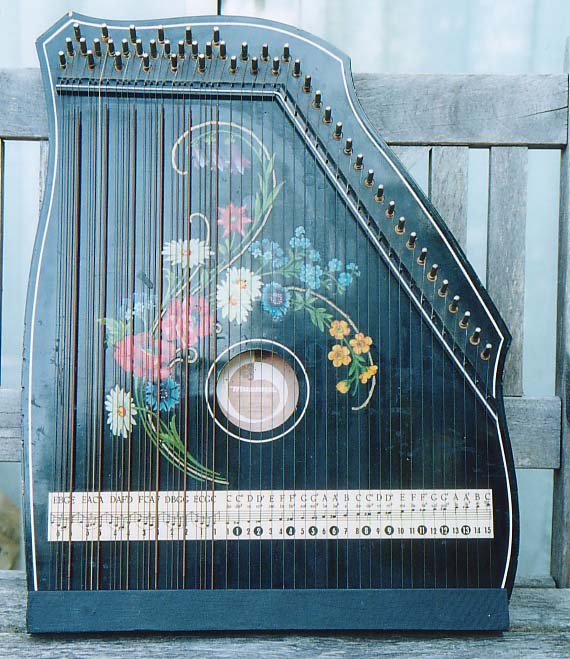
Cittra

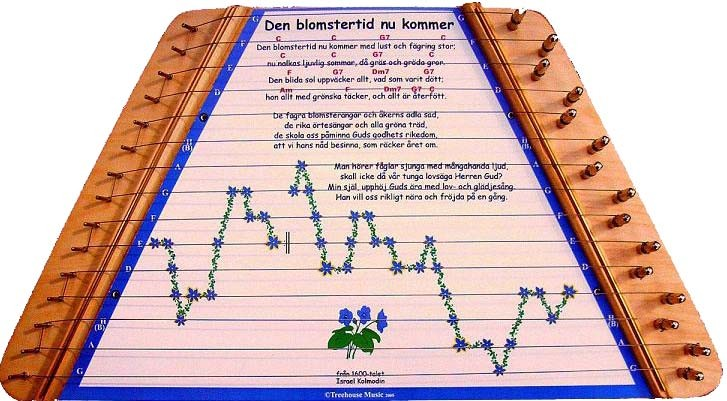
Lillcittra

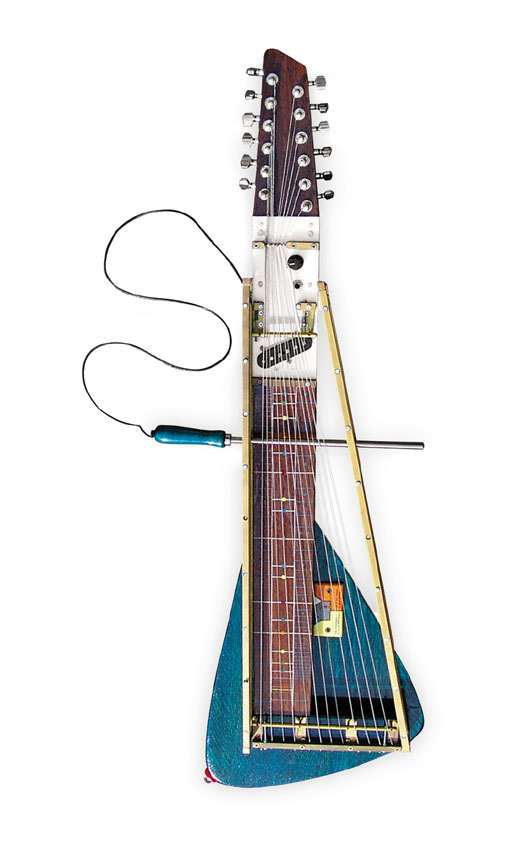
Moodswinger, Elcittra, 2006, Yuri Landman

Cittra är ett stränginstrument eller grupp av stränginstrument. Strängarna är normalt avsedda för "löst" spel, det vill säga utan att förkortas av den spelandes fingrar. I regel knäpper man på strängarna.
I Sverige har den vanligaste formen sedan artonhundratalet varit ackordcittran, avsedd för ackompanjemang. Den består av grupper om 7, 8 eller 9 strängar som bildar ackord. Det finns också konsertcittror som har fem strängar avsedda att knäppas och tjugofyra ackompanjemangssträngar.
Lutinstrumenten hummel och bellmansluta eller cister har också kallats cittror på svenska. En äldre sorts cittra är psalteriet och en som spelas med hammare är hackbrädet.
Utöver dessa finns cittror som används enbart eller främst som melodiinstrument, vanligtvis med en durskala i en eller två oktaver och ofta med notblad som ligger under strängarna (man knäpper strängen ovanför den aktuella tonen). Detta system användes i Sverige redan i slutet av 1800-talet. En modern version av melodicittran tillverkas i Norden sedan 2002 och används till exempel i flera förskolor, församlingar, familjecentraler, och inom vården.[källa behövs]
Tidigare fanns en cittrafabrik i Finspång: Zittrafabriken, Finspång A Larsson. Larsson tillverkade över 40 000 cittror innan fabriken lades ner. Den svenska tillverkningen står numera firman Hans Persson Musikinstrument i Mariestad för.
Anton Karas gjorde cittran berömd i slutet av 1940-talet då han spelade "The Harry Lime Theme" i filmen Den tredje mannen.

## Historik
Cittra kallas två slags musikinstrument, av vilka det ena spelas i liggande ställning och därför kallas ”liggande cittra”, det andra har gripbräde (hals) och kallas därför ”halscittra”. Den liggande cittran synes ha framgått ur monokordet och har alltid gripbräde vid ena sidan till förkortning av melodisträngarna. De äldre formerna från 1500-. och 1600-talet har stannat kvar till våra dagar som folkinstrument i Skandinavien (svenska hummel, danska humle, norska langleik), Holland (nord-sche balk), Belgien (épinette) och Bayern jämte Tyrolen (Ziiher). Ur den sistnämnda formen har den moderna cittran utvecklat sig med vanligen fem melodisträngar över ett gripbräde och sedan ett obestämt antal (ett 20-tal) ackompanjemangssträngar.
Halscittran (även kallad cister) är ett gripbrädsinstrument med skruvlåda ungefär som lutan, men skiljer sig dock från denna därigenom, att den har flat botten och stall och strängfäste nedtill i sargen samt (flerköriga) melodisträngar. Instrumentet har i Sverige huvudsakligen blivit berömt därigenom, att Carl Michael Bellman sjungit sina sånger till detta. Det spelas med plektrum.